# جونیور (بازیکن فوتبال، زاده ۱۹۹۷)
نوجوان (انگلیسی: Junior؛ زادهٔ ۴ ژوئیهٔ ۱۹۹۷) بازیکن فوتبال اهل اسپانیا است.
وی همچنین در تیم ملی فوتبال جمهوری دومینیکن بازی کرده‌است.